# Therates rihai
Therates rihai is een keversoort uit de familie van de loopkevers (Carabidae). De wetenschappelijke naam van de soort werd in 2001 gepubliceerd door J. Moravec & Wiesner.